# Johann Friedrich Schwan
Johann Friedrich Schwan auch Friedrich Schwahn, genannt Sonnenwirtle (* 4. Juni 1729 in Ebersbach an der Fils; † 30. Juli 1760 in Vaihingen an der Enz) war ein deutscher Gastwirt, Räuber und Mörder. Er war Vorbild für Schillers Christian Wolf in „Verbrecher aus verlorener Ehre“ und für „Der Sonnenwirt“ von Hermann Kurz.

## Leben
Friedrich Schwahn wurde am 4. Juni 1729 in Ebersbach an der Fils als Sohn des Gastwirts "Zur Sonne" geboren.
Als er 13 Jahre alt war, starb seine Mutter. Sein Vater heiratete erneut, doch von der Stiefmutter wurde Schwahn nicht geliebt. 1746 wurde er von seinem Vater angezeigt, weil er dessen Geldkassette gestohlen hatte. Mit 17 Jahren wurde er zum ersten Mal verhaftet. Von da an war sein Leben von Diebstählen, Überfällen, Wildereien, Zuchthaus und Flucht geprägt. Einschneidend war, dass sein Vater ihm untersagte, Christine Müller zu heiraten.
Schwahn schloss sich 1757 der Schettinger Bande an. Im selben Jahr beging er seinen ersten Mord. Am 6. März 1760 wurde Schwahn in Vaihingen festgenommen. Am 21. Juli 1760 wurde in Stuttgart sein Todesurteil unterzeichnet. Schwahn wurde am 30. Juli 1760 zuerst gerädert und dann geköpft.